# Bistra (Vrhnika)
Bistra (Duits: Freudenthal in der Oberkrain) is een plaats in Slovenië en maakt deel uit van de gemeente Vrhnika in de NUTS-3-regio Osrednjeslovenska. De plaats telde 49 inwoners op 1 januari 2020.